# Eupithecia maspalomae
Eupithecia maspalomae es una especie de polilla de la familia Geometridae, descrita por primera vez por Rudolf Pinker en 1976, con distribución en las islas Canarias.